# Phyllis Curtin
Phyllis Curtin, nata Smith, (Clarksburg, 3 dicembre 1921 – Great Barrington, 5 maggio 2015), è stata un soprano, docente universitaria statunitense, che ha avuto una carriera attiva nel mondo dell'opera e dei concerti dagli inizi degli anni '50 fino agli anni '80. È nota per aver interpretato ruoli in opere di Carlisle Floyd, come il ruolo principale in Susannah e Catherine Earnshaw in Wuthering Heights. È stata un soprano appassionato, che si è ritirata dal canto nel 1984. Nel 1991 è stata nominata decano emerito della Boston University, College of Fine Arts.

## Formazione e primi anni di carriera
Phyllis Smith nacque a Clarksburg, in Virginia Occidentale, e studiò canto con Olga Averino al Wellesley College, dove conseguì una laurea in Scienze Politiche. Ha proseguito gli studi superiori in canto con Boris Goldovsky al New England Conservatory of Music. Nel 1946 ha debuttato come cantante lirica professionista con la compagnia operistica di Goldovsky, la New England Opera Theater, nel ruolo di Tatiana nell'Eugenio Onegin di Čajkovskij. Prese il cognome Curtin dal primo marito, dal quale ha divorziato dopo nove anni.
Nei sette anni successivi ha interpretato diversi altri ruoli con la compagnia, tra cui la Contessa Almaviva ne Le nozze di Figaro di Mozart (1947). Nel 1950 si è esibita nell'anno inaugurale dei Peabody Mason Concerts a Boston. Nel 1953 è entrata a far parte del cast di soprani principali della New York City Opera (NYCO) su invito di Joseph Rosenstock. Debuttò con la compagnia il 22 ottobre 1953, interpretando tre ruoli (Fräulein Bürstner, Frau Grubach e Leni) nella prima americana di Einem's The Trial.
Continuò a lavorare con la NYCO fino al 1960, interpretando ruoli quali Alice Ford nel Falstaff di Verdi, Antonia ne I racconti di Hoffmann di Offenbach, La contessa Almaviva, Cressida in Troilo e Cressida, Fiordiligi nel Così fan tutte di Mozart, La signora Fluth ne Le allegre comari di Windsor di Nicolai, Katharina in The Taming of the Shrew di Vittorio Giannini, Constanza ne Il ratto dal serraglio di Mozart, Mélisande in Pelléas et Mélisande di Debussy, Norina in Don Pasquale di Donizetti, Rosalinde in Il pipistrello di Johann Strauss e i ruoli principali ne La traviata di Verdi e in Salomè di Richard Strauss. Ha cantato due ruoli in opere di Carlisle Floyd con la NYCO già interpretati nelle loro prime mondiali: il ruolo principale in Susannah, che cantò all'Università statale della Florida nella sua prima mondiale nel 1955, e Catherine Earnshaw in Wuthering Heights, che cantò alla Santa Fe Opera nella sua prima nel 1958.
È apparsa nel ruolo di Thérèse nella prima americana di Les mamelles de Tirésias di Poulenc alla Brandeis University nel 1953. Tornò alla Brandeis due anni dopo per interpretare il ruolo principale in Médée di Milhaud.
Nel 1956 intraprende una tournée negli Stati Uniti con la NBC Opera Company nel ruolo della contessa Almaviva, con Walter Cassel nel ruolo del conte, Adelaide Bishop nel ruolo di Susanna e Frances Bible nel ruolo di Cherubino. Nel 1957 interpreta Elena in Paride ed Elena di Gluck con l'American Opera Society. Nel 1958 ha interpretato Susannah di Floyd all'Esposizione Universale di Bruxelles. Nella stagione 1959-1960 ha cantato due ruoli con la Filadelfia Lyric Opera Company: Rosalinde e Susannah. Nel 1959 ha debuttato al Teatro Colón di Buenos Aires. Si esibì anche all'Aspen Music Festival and School, alla Cincinnati Opera, al Tanglewood Music Center e in concerti con la Boston Symphony Orchestra, la New York Philharmonic, l'Orchestra di Filadelfia e la Little Orchestra Society durante gli anni '50.

## Carriera successiva
Dopo la chiusura della stagione 1959-60, la Curtin lasciò il NYCO, anche se continuò a esibirsi come artista ospite con la compagnia fino al 1964; tornò per alcune esibizioni nel 1975 e nel 1976. Nel 1960 interpretò Fiordiligi per la NBC Television Opera Theatre. Dal 1960 al 1961 interpretò diversi ruoli alla Wiener Staatsoper, tra cui il ruolo principale in Madama Butterfly di Puccini, Fiordiligi, Salome e Traviata. Nel 1961 debuttò all'Oper Frankfurt, alla Staatsoper Stuttgart e al Teatro Lirico Giuseppe Verdi. Ha fatto la sua prima apparizione alla Lyric Opera di Chicago nel 1965 e il suo debutto alla Seattle Opera nel 1969. Nello stesso anno ha interpretato Donna Anna nel Don Giovanni di Mozart al Glyndebourne Festival Opera.
Nel 1962 è apparsa al Teatro alla Scala di Milano in Così fan tutte al fianco di Teresa Berganza. Nel 1966 ha partecipato alla prima mondiale de La mère coupable di Milhaud al Grand Théâtre de Genève. Nel 1968 ha interpretato Mimì ne La Bohème di Puccini alla Philadelphia Grand Opera Company con Richard Tucker nel ruolo di Rodolfo e Ron Bottcher in quello di Marcello. Altre apparizioni come ospite includono esibizioni alla Scottish Opera, nel ruolo di Marguerite nel Faust di Gounod e Ellen Orford in Peter Grimes di Britten, alla Scala.
Debuttò al Metropolitan Opera (Met) il 4 novembre 1961 nel ruolo di Fiordiligi al fianco di Ferrando di George Shirley, Dorabella di Rosalind Elias, Guglielmo di Theodor Uppman, Despina di Roberta Peters e Don Alfonso di Frank Guarrera. È tornata spesso come artista ospite al Met, interpretando ruoli quali Alice Ford, la Contessa Almaviva, Donna Anna, Ellen Orford, Eva ne I maestri cantori di Norimberga di Wagner, Rosalinde, Salomè e Violetta. La sua ultima apparizione al Met risale al 6 luglio 1973, nel ruolo principale della Tosca di Puccini con Enrico Di Giuseppe nel ruolo di Cavaradossi e Ignace Strasfogel alla direzione.

## Insegnamento
Dal 1974 al 1983 è stata docente di canto presso la Scuola di Musica dell'Università Yale. È stata consulente artistica presso l'Opera Institute della Scuola di Musica dell'Università di Boston, dove ha ricoperto il ruolo di preside della Scuola di Arti, nonché artista residente presso il Tanglewood Music Center, dove ha insegnato canto per oltre cinquant'anni.
Dal 1979 al 1983 è stata preside del Branford College di Yale, diventando la prima donna a ricoprire tale carica, nonostante i membri del Branford College avessero chiesto a Yale di scegliere un “vero preside”. È stata preside del College of Fine Arts della Boston University dal 1983 al 1991 e ha fondato il suo Opera Institute nel 1987. In qualità di professoressa emerita dell'Opera Institute della Boston University, ha tenuto una serie di masterclass presso la scuola ogni semestre.

## Vita privata
Nel 1946 sposò Philip Curtin, professore di storia. Nell'aprile del 1954 Life Magazine le dedicò tre pagine con alcune sue foto, descrivendo la sua interpretazione “longilinea, dalla voce sensuale e intensa” della Danza dei sette veli nella Salomè di Strauss. Poco dopo il suo matrimonio finì. Nel 1956 sposò Gene Cook, fotografo di Life Magazine. Lui morì nel 1986. La coppia ebbe una figlia, Claudia Madeleine, nata nel 1961.
La Curtin morì nella sua casa di Great Barrington, nel Massachusetts, il 5 giugno 2016, all'età di 94 anni, dopo aver sofferto di artrite reumatoide e disturbi circolatori.

## Registrazioni video e audio
Nel 1995 Video Artists International ha pubblicato su compact disc la registrazione della rappresentazione del 1962 di Susannah, da New Orleans, con Norman Treigle e Richard Cassilly. VAI e altre case discografiche hanno pubblicato altri CD con la Curtin. Nel 1988 Kultur ha pubblicato una videocassetta con la registrazione del programma The Bell Telephone Hour del 1968, “Opera: Two to Six”.
È possibile ammirarla in alcuni estratti messi in scena da Faust e I maestri cantori di Norimberga. La VAI ha successivamente pubblicato diversi DVD Bell Telephone Hour con Curtin. Nel 2007 la VAI ha pubblicato un DVD con lei nel ruolo di soprano (cioè il testo latino) nel Requiem di guerra di Britten. Questa esecuzione del 1963 della Boston Symphony Orchestra diretta da Erich Leinsdorf a Tanglewood è stata la prima americana dell'opera.

## Tributi
- Nel 1976 il presidente Gerald Ford la invitò a cantare durante una cena alla Casa Bianca in onore del cancelliere della Germania Ovest Helmut Schmidt.[7]
- La Curtin fece parte del Consiglio Nazionale per le Arti e nel 1994 fu nominata Ambasciatrice delle Arti degli Stati Uniti, un nuovo titolo onorifico conferito agli ex membri del consiglio.[7]
- Ha conseguito l'Alumnae Achievement Award del Wellesley College e il Distinguished Faculty Award del College of Fine Arts della Boston University. Ha inoltre ricevuto numerose lauree honoris causa in musica e discipline umanistiche, tra cui quella in Lettere dal West Virginia Wesleyan College nel 1985.[7]
- Il Paley Center for Media di Manhattan ha proiettato la produzione televisiva della NBC del 1956 di ‘’Così fan tutte‘’ il 19 gennaio 2008, 50 anni dopo la sua prima messa in onda nel 1958. La Curtin interpretava Fiordiligi in questa produzione. La proiezione fu seguita da una conversazione tra il soprano e il critico musicale Martin Bernheimer.[7]
- Nel 2017 è stato svelato un suo ritratto nella sala da pranzo del Branford College, che in precedenza ospitava solo ritratti di uomini.[8]